# Pyrausta venilialis
Pyrausta venilialis là một loài bướm đêm trong họ Crambidae.